# Bundesautobahn 201
Bundesautobahn 201 (Abkürzung: BAB 201) – Kurzform: Autobahn 201 (Abkürzung: A 201) – war der Projektname einer geplanten Autobahn, die von Grimmen über Stralsund bis nach Bergen auf Rügen führen sollte.
Ein Teil der Strecke wurde als Bundesstraße 96n verwirklicht, die im Zuge von Streckenverlaufsänderungen später in B 96 umbenannt wurde und auch vorher schon so ausgeschildert war. Die B 96 verläuft weiter von Stralsund bis nach Bergen auf Rügen.

## Sonstiges
Auch ein Teilstück der A 46 hatte früher einmal den Planungstitel BAB 201.